# Delfín Benítez Cáceres
Delfín Benítez Cáceres (Assunção, 24 de setembro de 1910 — Caracas, 8 de janeiro de 2004) foi um jogador paraguaio de futebol.

## Biografia
Benítez começou sua carreira no Libertad de seu país natal. Em 1927, aos 17 anos, fez sua estréia na Primeira Divisão, contra o Olimpia. Anotou o segundo gol da equipe na vitória por 2 a 1. Em 1929, durante um jogo da seleção paraguaia em Buenos Aires, chamou a atenção do Boca Juniors, com quem assinou em 1932. Estreou na 15ª rodada do campeonato daquele ano, contra o arqui-rival River Plate; 1 a 1. Novamente contra o River, no segundo turno do mesmo campeonato, Benítez assumiu a responsabilidade de substituir Francisco Varallo; quando o Boca perdia por 1 a 0, Benítez fez o gol de empate e virou para 2 a 1 a poucos minutos do fim, com um chutaço de 30 metros. Ali, consagrou-se como ídolo da torcida, e se estabeleceu como titular formando um lendário trio com Varello e Roberto Cherro.
No começo dos anos 1930, estourou a Guerra do Chaco, onde soldados paraguaios combatiam com machetes. Após uma sensacional vitória do Boca contra o Vélez Sársfield — que não perdia em seu estádio havia tempo —, com dois gols de Benítez, um diário publicou: "El fortín de Vélez Sarsfield cayó en poder del machetero Benítez Cáceres". Daí surgiu seu apelido, "Machetero". Durante os sete anos que passou no clube, Benítez ganhou os títulos nacionais de 1934 e 1935, e marcou 107 gols em 162 jogos, fazendo dele o quinto maior artilheiro na história do Boca Juniors. Os torcedores do Boca consideram Benítez como "talvez o melhor jogador estrangeiro a vestir a camisa azul e ouro."
Nos lados argentinos, também jogou no Racing (1939-41) e no Ferro Carril Oeste (1941-44). Durante seu tempo no Racing, ele foi o artilheiro da Primeira Divisão Argentina em 1940 com 33 gols, empatado com Isidro Lángara do San Lorenzo. Em sua passagem pelo futebol argentino, Benítez anotou um total de 193 gols em 269 partidas, o que o situa na 11ª posição entre os goleadores do futebol argentino.[carece de fontes?]
Pela seleção paraguaia, Benítez fez 15 jogos e anotou 3 gols. Disputou a Copa do Mundo de 1930 e os Sul-Americanos de 1929 e 1946. Mais tarde, apareceu uma vez pela seleção argentina em 1934, marcando 1 gol. Com os anos, foi considerado um dos quatro "marechais" do futebol paraguaio, junto com Gerardo Rivas, Manuel Fleitas Solich e Arsenio Erico.
Após seus doze anos na Argentina, Benítez regressou ao Libertad. Logo foi à Venezuela, e depois à Colômbia, onde jogou por Sporting de Barranquilla e Boca Juniors de Cali, onde encerrou a carreira em 1953. Após se retirar do futebol como jogador, Benítez se tornou treinador, levando o Independiente Medellín ao título colombiano em 1955.
Em 2000, foi condecorado pela Conmebol com a Ordem ao Mérito do Futebol Sul-Americano. Morreu em 8 de janeiro de 2004, em Caracas (onde residia), aos 93 anos de idade, vítima de uma prolongada enfermidade.